# Provinciale weg 686
De provinciale weg 686 (N686) bestaat uit twee provinciaal beheerde delen van een wegtraject in Zeeuws-Vlaanderen, tussen Terneuzen en Axel. De weg verbindt beide plaatsen met het Terneuzense havengedeelte bij Sluiskil, waar het tussenliggende weggedeelte niet publiek toegankelijk is. De weg is uitgevoerd als tweestrooks gebiedsontsluitingsweg met een maximumsnelheid van 80 km/h.
Vanaf de aansluiting op de N61 onder Terneuzen draagt de weg achtereenvolgens de namen Finlandweg, Oostkade, Industrieweg, Buthdijk en Zuidsingel. De aanduiding N686 staat alleen op de afstandspalen.
De provincie Zeeland is verantwoordelijk voor het beheer van de wegvakken bij Terneuzen en Axel. Het tussenliggende gedeelte wordt beheerd door het havenschap Zeeland Seaports, dat verantwoordelijk is voor het beheer van de havens van Terneuzen en Vlissingen (Sloehaven).
N62 · N69 · N251 · N252 · N253 · N254 · N255 · N256/A256 · N257 · N258 · N260 · N261 · N262 · N263 · N264 · N266 · N267 · N268 · N269 · N270/A270 · N271 · N272 · N273 · N274 · N275 · N276 · N277 · N278 · N279 · N280 · N281 · N282 · N283 · N284 · N285 · N286 · N287 · N288 · N289 · N290 · N291 · N292 · N293 · N294 · N295 · N296 · N296n · N297 · N298 · N300 · N321 · N322 · N324 · N329 · N389 · N394 · N395 · N396 · N397

N556 · N562 · N564 · N570 · N572 · N590 · N595 · N598 · N601 · N602 · N605 · N607 · N612 · N613 · N615 · N616 · N617 · N618 · N620 · N622 · N625 · N629 · N631 · N632 · N637 · N638 · N639 · N640 · N641 · N651 · N652 · N653 · N654 · N655 · N656 · N658 · N659 · N660 · N661 · N662 · N663 · N664 · N665 · N666 · N667 · N668 · N669 · N670 · N671 · N673 · N674 · N675 · N676 · N682 · N683 · N686 · N689 · N690 · N831 · N843

Voormalige provinciale wegen: N299 · N551 · N552 · N553 · N554 · N555 · N560 · N561 · N563 · N565 · N566 · N567 · N568 · N571 · N574 · N580 · N581 · N582 · N583 · N584 · N585 · N586 · N587 · N588 · N589 · N591 · N592 · N593 · N594 · N596 · N597 · N603 · N604 · N606 · N608 · N610 · N611 · N614 · N619 · N621 · N623 · N624 · N626 · N628 · N630 · N634 · N642 · N657